# Александар Митровић (кошаркаш)
Александар „Аљоша” Митровић (Београд, 22. јул 1990) је српски кошаркаш. Игра на позицијама бека и крила.

## Каријера
Митровић је кошарком почео да се бави у КК Земун. Касније је прешао у Мега Визуру, а у дресу ове екипе је и дебитовао у сениорској кошарци. У јуну 2009. прикључио се Партизану. Био је део састава црно-белих који је у сезони 2009/10. стигао до фајнал фора Евролиге и освојио Јадранску лигу, Првенство Србије и Куп Радивоја Кораћа. Ипак није успео да се избори за већу минутажу, па је наредну сезону провео на позајмици у Будућности и Меги. У лето 2011. се растао са Партизаном и наставио каријеру у ваљевском Металцу. Са њима се задржао до фебруара 2012. када га је ангажовао Перистери до краја сезоне. Сезону 2012/13. је провео у екипи Вршца, а наредне је био члан Златорог Лашка. Након неколико месеци без клуба, у фебруару 2015. пронашао је ангажман у екипи Работничког. Са њима је остао до маја исте године када је раскинут уговор. У сезони 2015/16. је наступао у Бугарској за Академик Пловдив. У јануару 2017. потписао је отворени уговор са екипом земунске Младости, али је у њиховом дресу одиграо само један меч. Од фебруара 2017. био је играч Ал Ахлија из Дохе. У јануару 2018. је потписао за Динамо из Тбилисија и са њима се задржао до краја сезоне. У сезони 2018/19. је играо за Ал-Хутут Ал Џауија из Багдада.

## Успеси

### Клупски
- Партизан:
  - Првенство Србије (1): 2009/10.
  - Јадранска лига (1): 2009/10.
  - Куп Радивоја Кораћа (1): 2010.
- Динамо Тбилиси:
  - Првенство Грузије (1): 2017/18.

### Репрезентативни
- Европско првенство до 16 година:  2006.